# Nemours
Nemours è un comune francese di 12 848 abitanti situato nel dipartimento di Senna e Marna nella regione dell'Île-de-France.

## Storia
Nemours fu una Signoria al tempo situata nella Gâtinais, a metà strada tra Fontainebleau e Château-Landon sulla sinistra del fiume Loing a sud della Singnoria de Milly e a nord della Viscontea di Château-Landon.
Nemours fu fondata nel 1120 iniziando a popolarsi per la costruzione di un ricovero costruito per soddisfare le esigenze dei pellegrini, che cercavano guarigioni miracolose, presumibilmente effettuate dai reperti che venivano trasportati dalla Palestina e custoditi nel villaggio.
I critici storici rilevano una stretta parentela tra i Du Pont de Nemours, i Natoli, i de Nanteuil, gli Châtillon e i de Villebéon, considerandoli rami collaterali della stessa famiglia.

Stemma dei Savoie-Nemours 1653, inizia con Filippo di Savoia-Nemours (1490 † 1533), duca di Nemours, figlio di Filippo II di Savoia. Ramo estinto nel 1659.

Primo Signore di Nemours fu Urson de Château-Landon, figlio di Foulques, visconte di Château-Landon e di Biot de Montlhéry.
I Signori di Nemours furono nominati a tenere posizioni molto importanti alla corte di Luigi VII di Francia ed i suoi membri ricevettero i massimi onori eccelsiastici nel dodicesimo e tredicesimo secolo.
Tra il XII ed il XIII secolo la Signoria di Nemours, fu in possesso della Casata di Villebeon, di cui Gautier, fu Maresciallo di Francia a metà del XIII secolo.
Gautier de Nemours signore Nanteuil fu il primo Custode delle "Carte del Tesoro" del Re Filippo II di Francia, che vennero create a seguito della battaglia di Fréteval.
Nel 1257 Gauthier III de Nemours, Cavaliere crociato, figlio di Marguerite d'Achères e di Philippe II de Nemours, Consigliere di Camera di Francia, fratello di Jean de Nemours, Signore di Nanteau-sur-Lunain, detto Jean de Nanteau ereditò la Signoria di Nemours.
La signoria di Nemours venne acquistata dai fratelli Jean e Philippe de Villebéon, che la ottennero tra il 1274 e il 1276 dal re Filippo III di Francia.
Ultimo signore di Nemours fu nel 1274 Philippe III de Villebéon. 
La storia delle origini di Nemours è stata studiata nei dettagli da Emile-Louis Richemond agli inizi del ventesimo secolo.
I Signori di Nemours, erano una stirpe familiare di nobili Cavalieri Milites, furono però rovinati economicamente alla fine del tredicesimo secolo a causa delle loro partecipazioni a tutte le Crociate. Vendettero infatti i loro feudi nei secoli per comprare le armi, le armature e sostenere i viaggi per sé e per tutti gli eserciti dei loro più fedeli cavalieri, così persi anche i loro castelli rinunciarono di conseguenza alle loro posizioni nobiliari, e alcuni secoli dopo furono completamente dimenticati.
Nel 1404 Nemours fu elevata dal re Carlo VI di Francia a Ducato-priorato, che inizialmente fu concesso al re di Navarra Alfonso I di Aragona in cambio dei territori di Vexin e Champagne, e venne solo poi tramandato ereditariamente a un ramo cadetto della famiglia dei Duchi di Savoia. 
Dopo una breve parentesi in cui il ducato fu assegnato al nipote di papa Leone X, Giuliano de' Medici (1515-1516), morto senza eredi, il ducato passò a sua moglie Filiberta di Savoia. Alla sua morte, ne venne investito da Francesco I di Francia Filippo di Savoia nel 1528, dando inizio al ramo dei Savoia-Nemours, che fu reso illustre da Giacomo e da Enrico e che si estinse nel 1659 con suo nipote Enrico (1625 - 1659). Nel 1666 alla morte di Anna d'Asburgo Regina di Francia e Navarra il territorio di Nemours tornò alla Corona di Francia.
Nel 1789, Pierre Samuel du Pont de Nemours divenne deputato di de Nemours, dieci anni più tardi lasciò la Francia per gli Stati Uniti dove suo figlio Eleuthère Irénée, creerà una società che poi divenne la multiuazionale Du Pont de Nemours.

### Simboli
Lo stemma è stato adottato il 20 gennaio 1699. Gli alberi fanno riferimento al bosco sacro (nemus e nemeton), che diede probabilmente origine al nome della città. Il capo è quello della famiglia d'Orléans di Luigi XIV di Francia, il quale concesse il ducato di Nemours al fratello Filippo, duca d'Orléans.

## Monumenti e luoghi d'interesse
Il Castello di Nemours fu costruito nel XII secolo verso il 1120 sulla riva sinistra del fiume Loing. Fu completato nel 1170 dal Signore di Nemours Gauthier I de Villebéon. Fu distrutto in parte da un incendio nel 1357 e modificato nel XV e XVI secolo. Nel 1903 è divenuto museo.

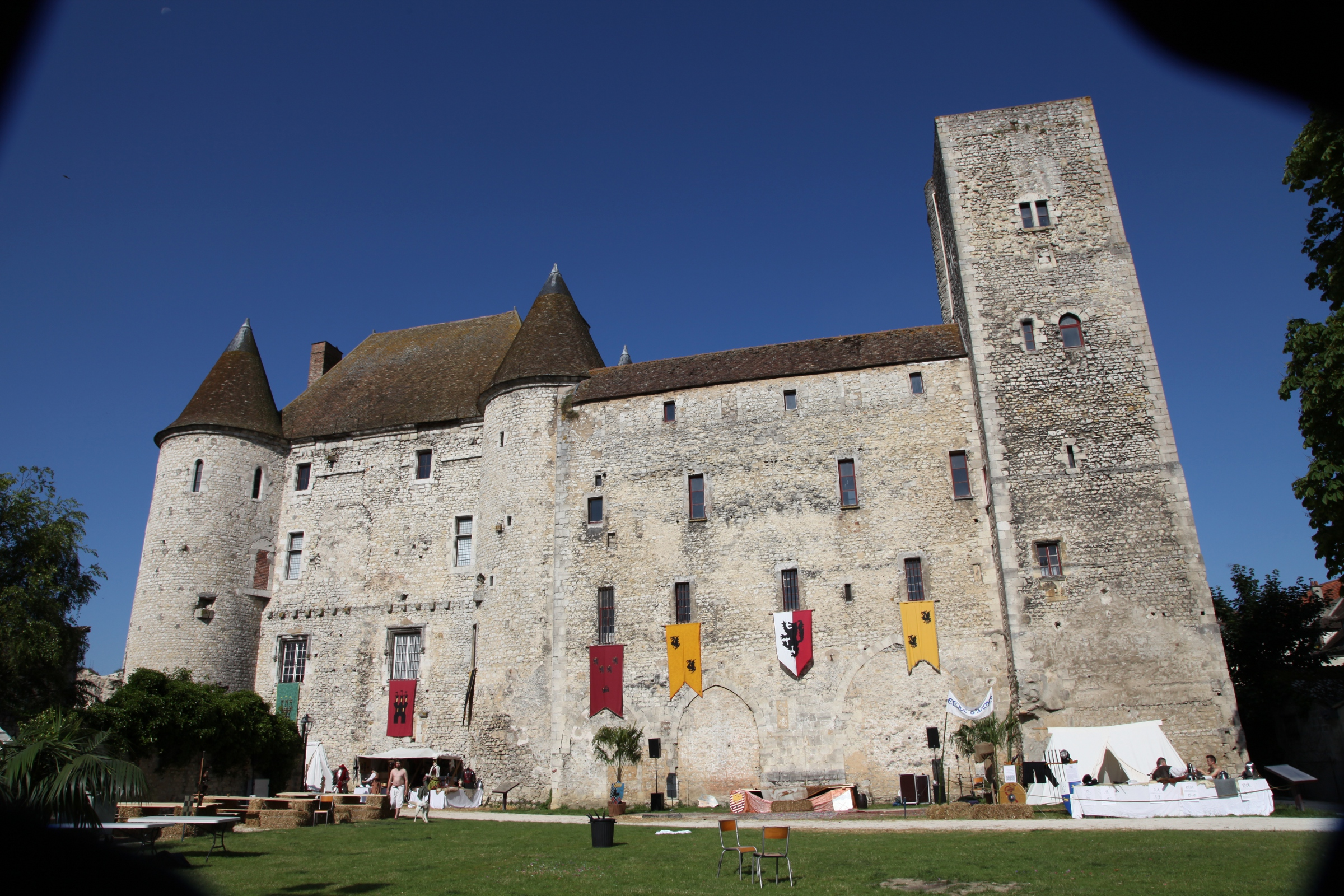
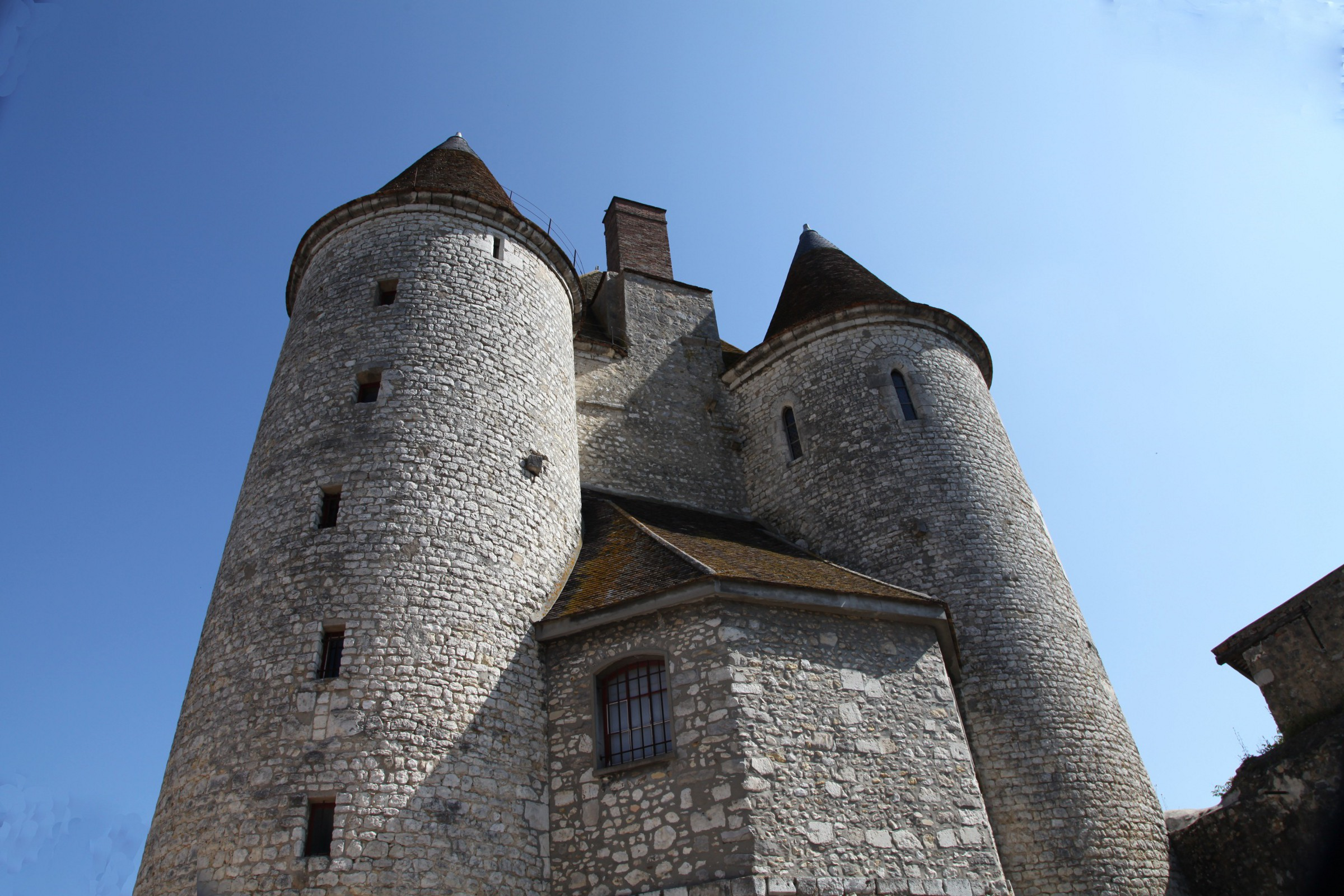
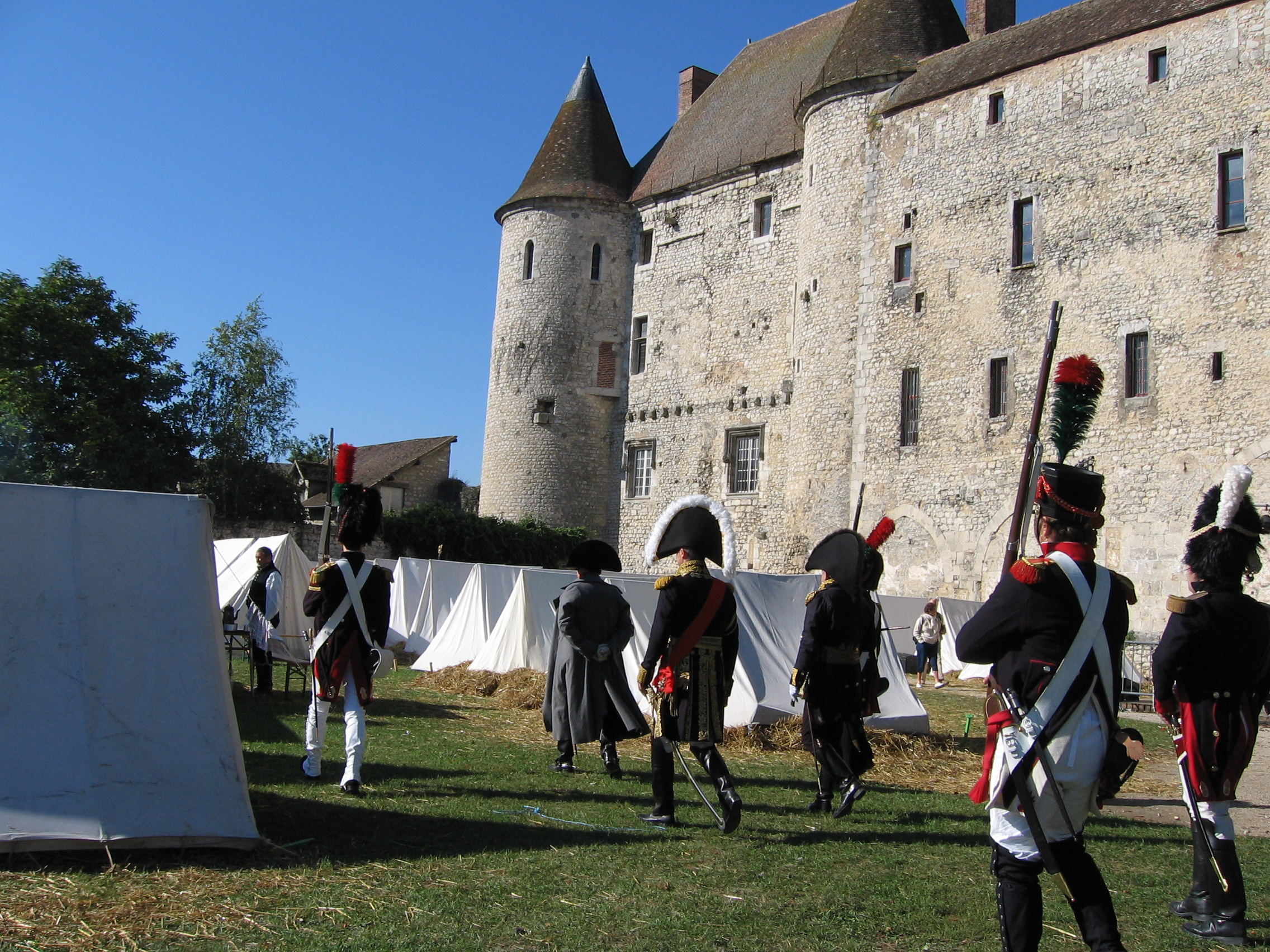
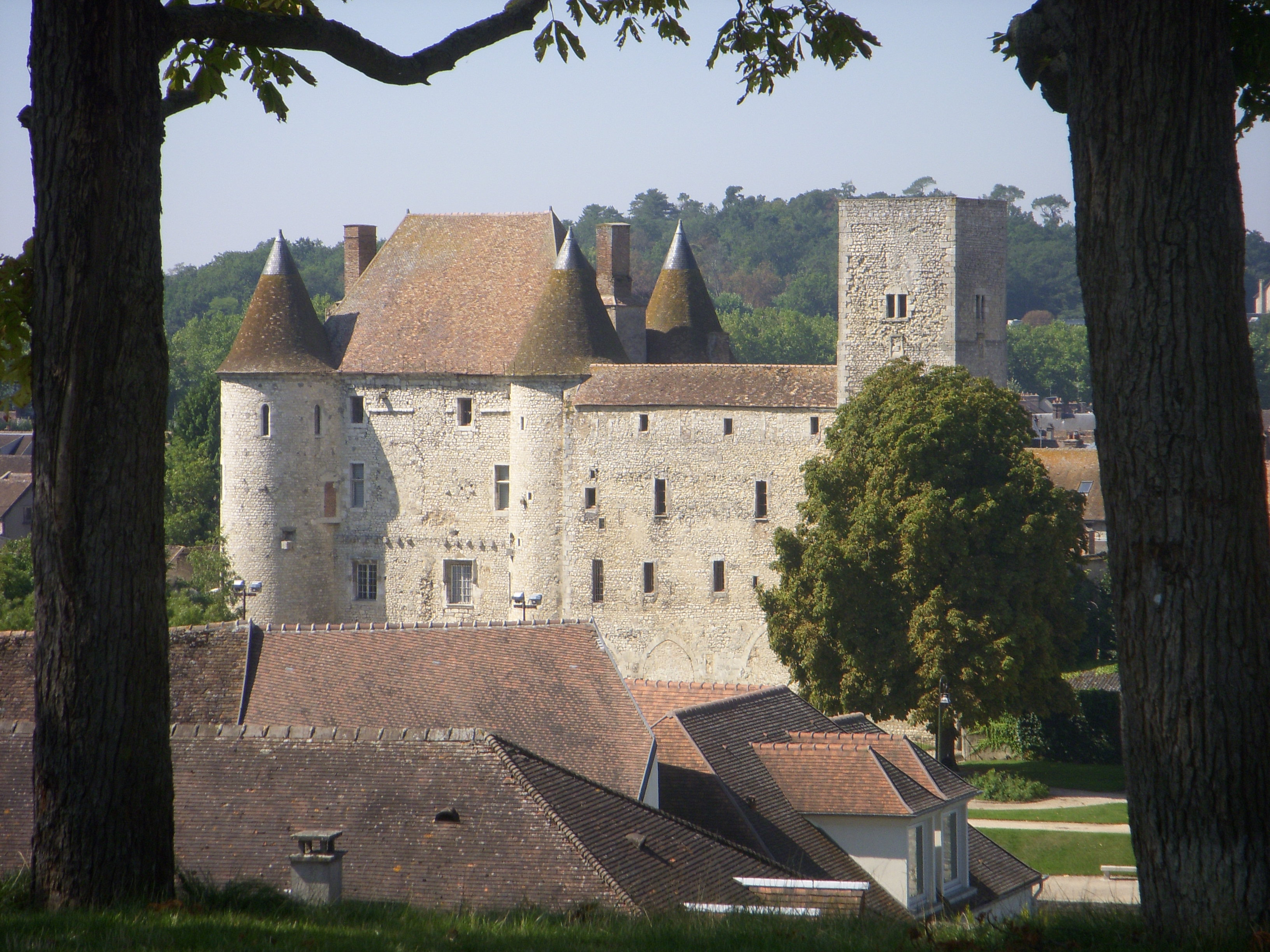
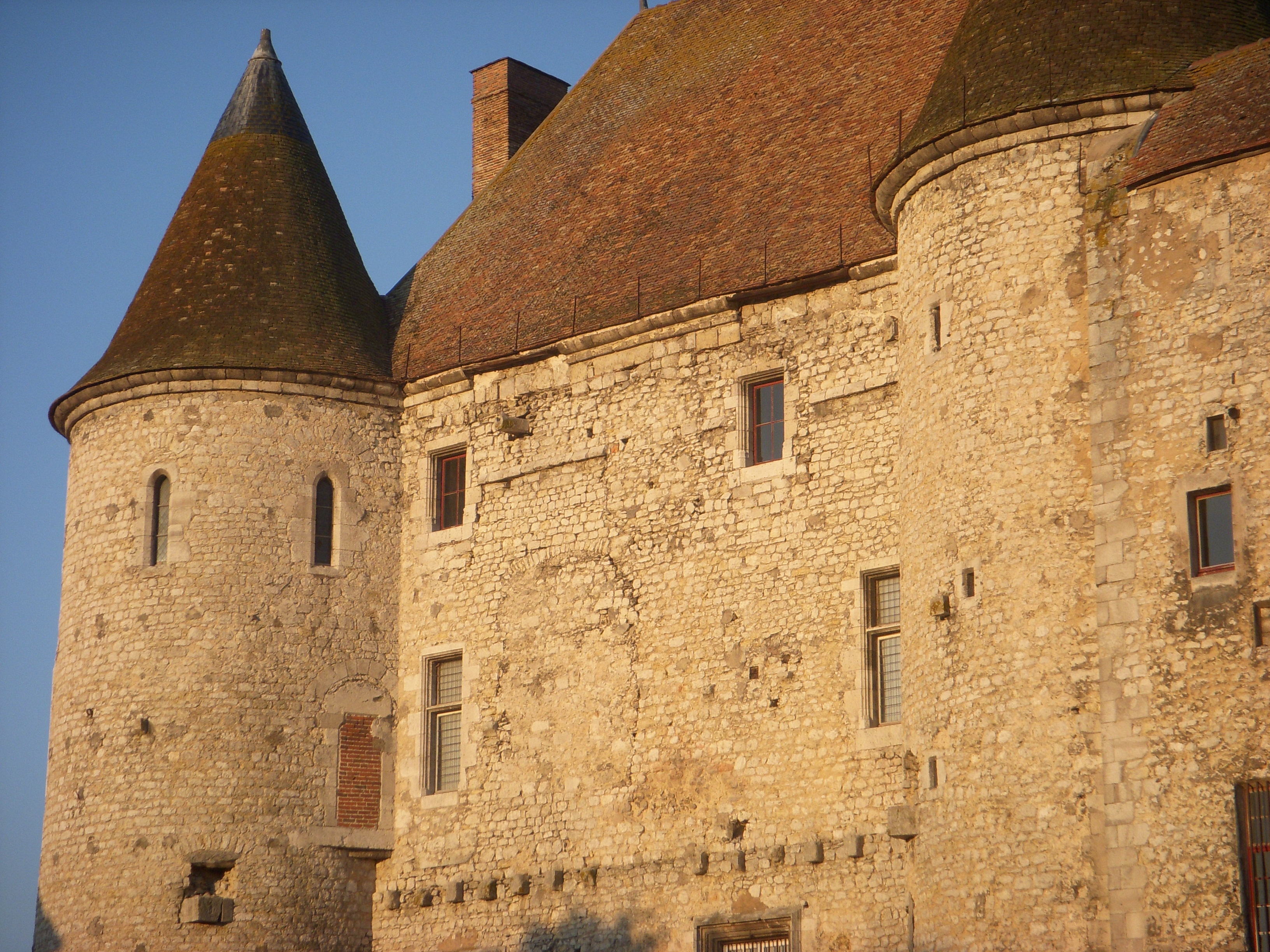
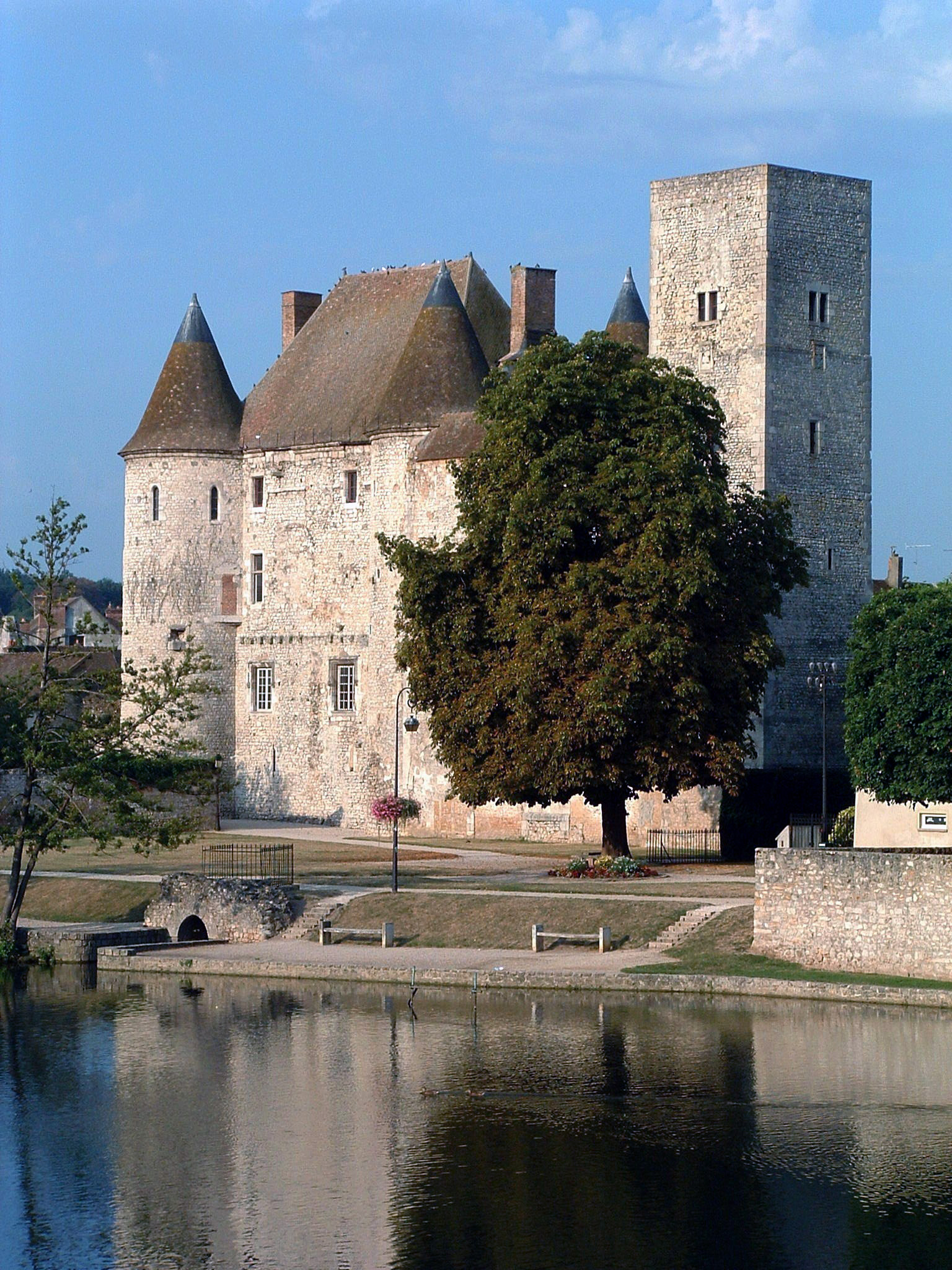
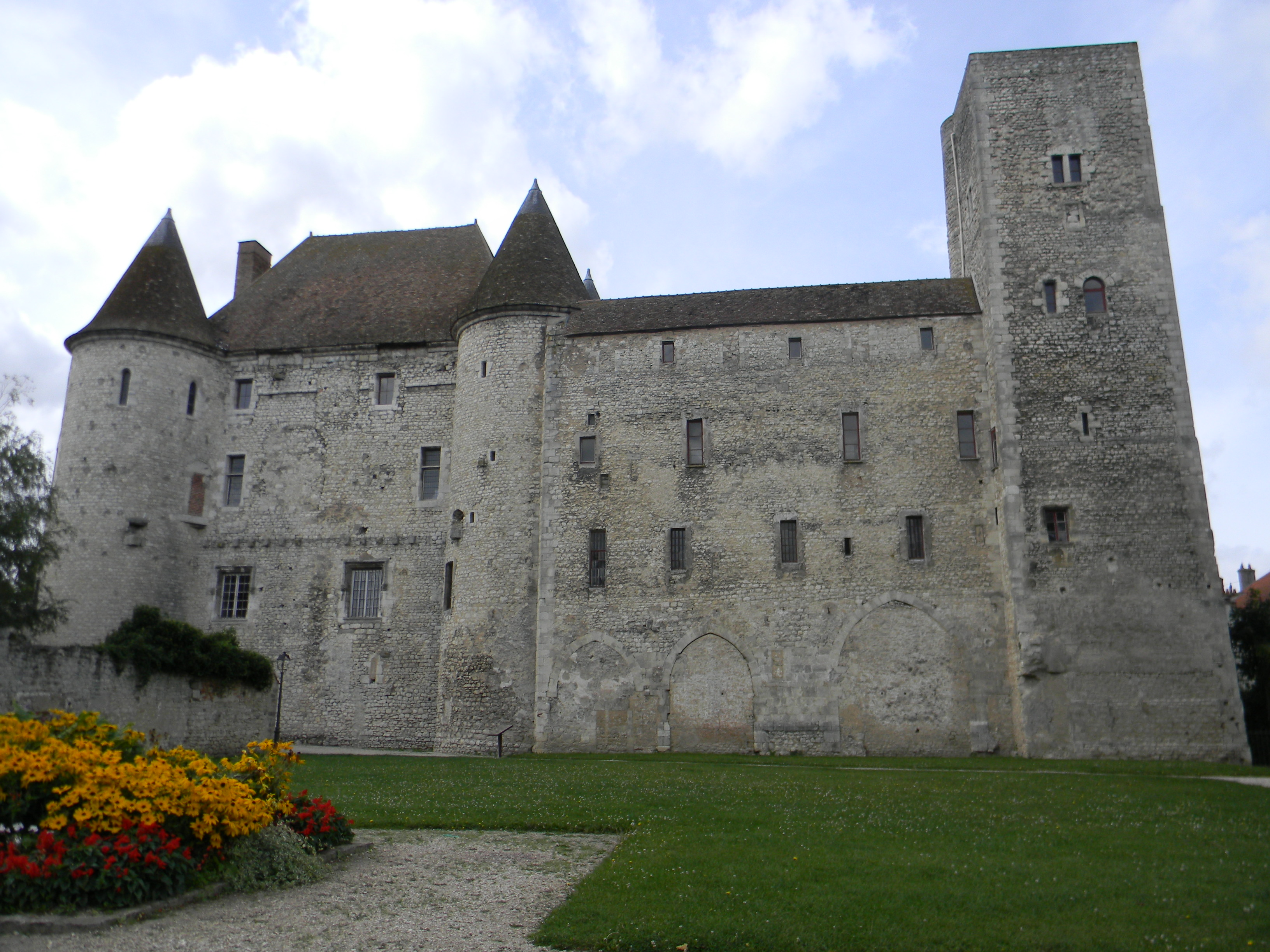
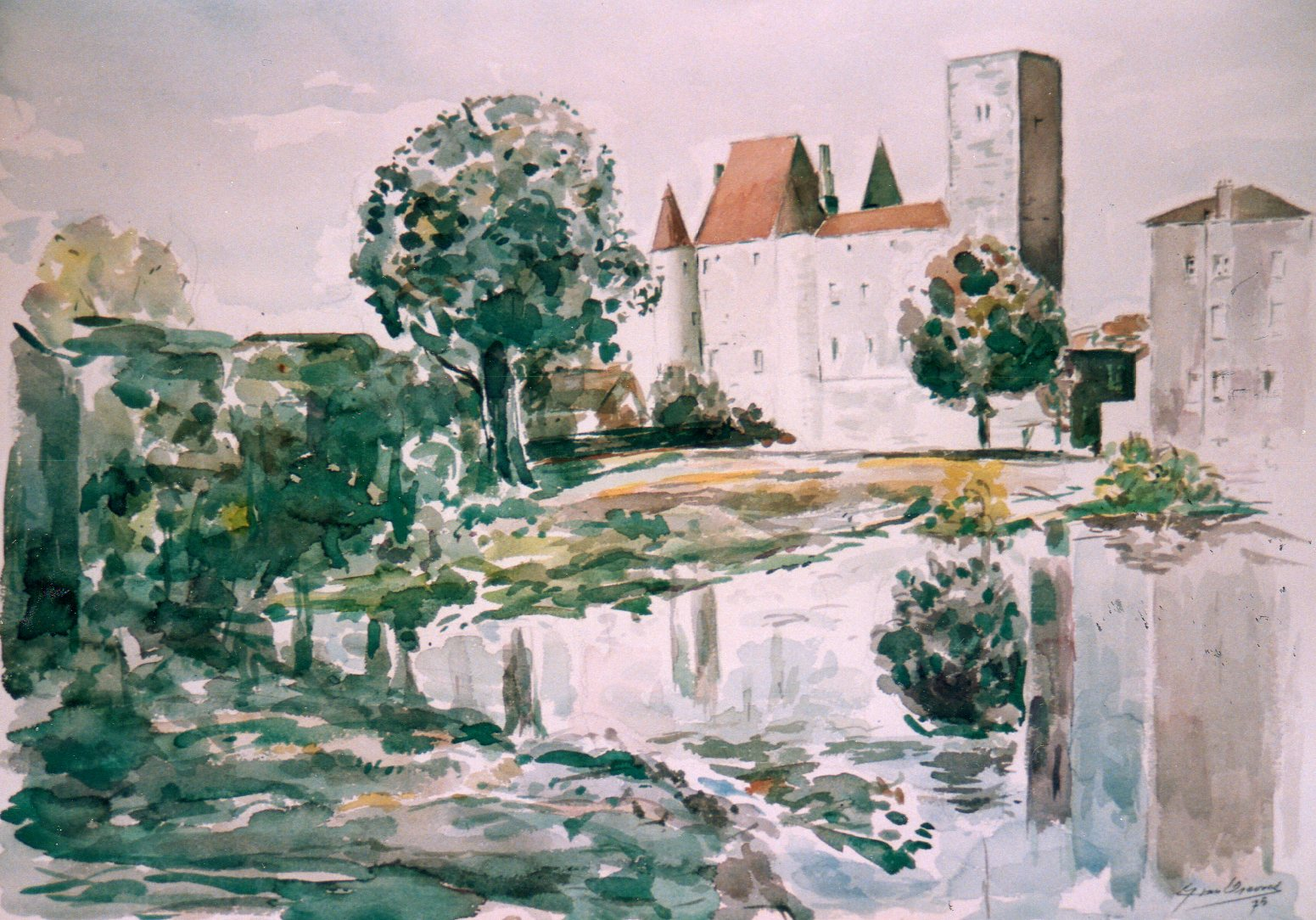
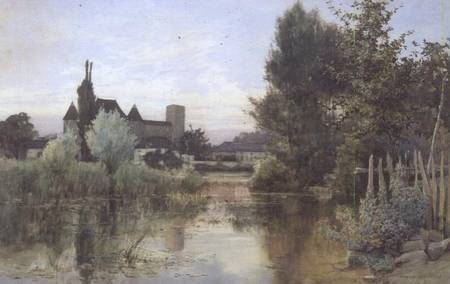
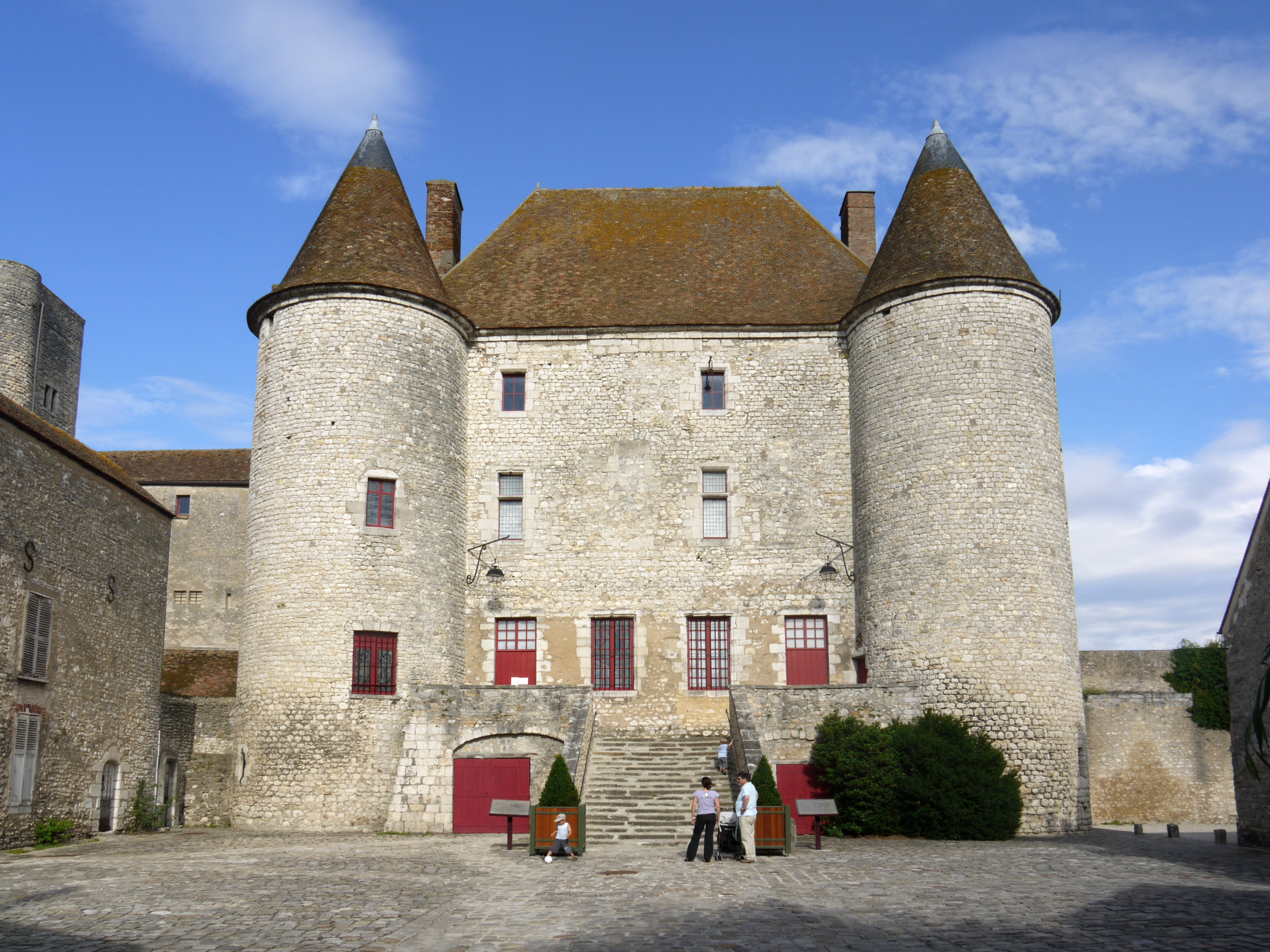
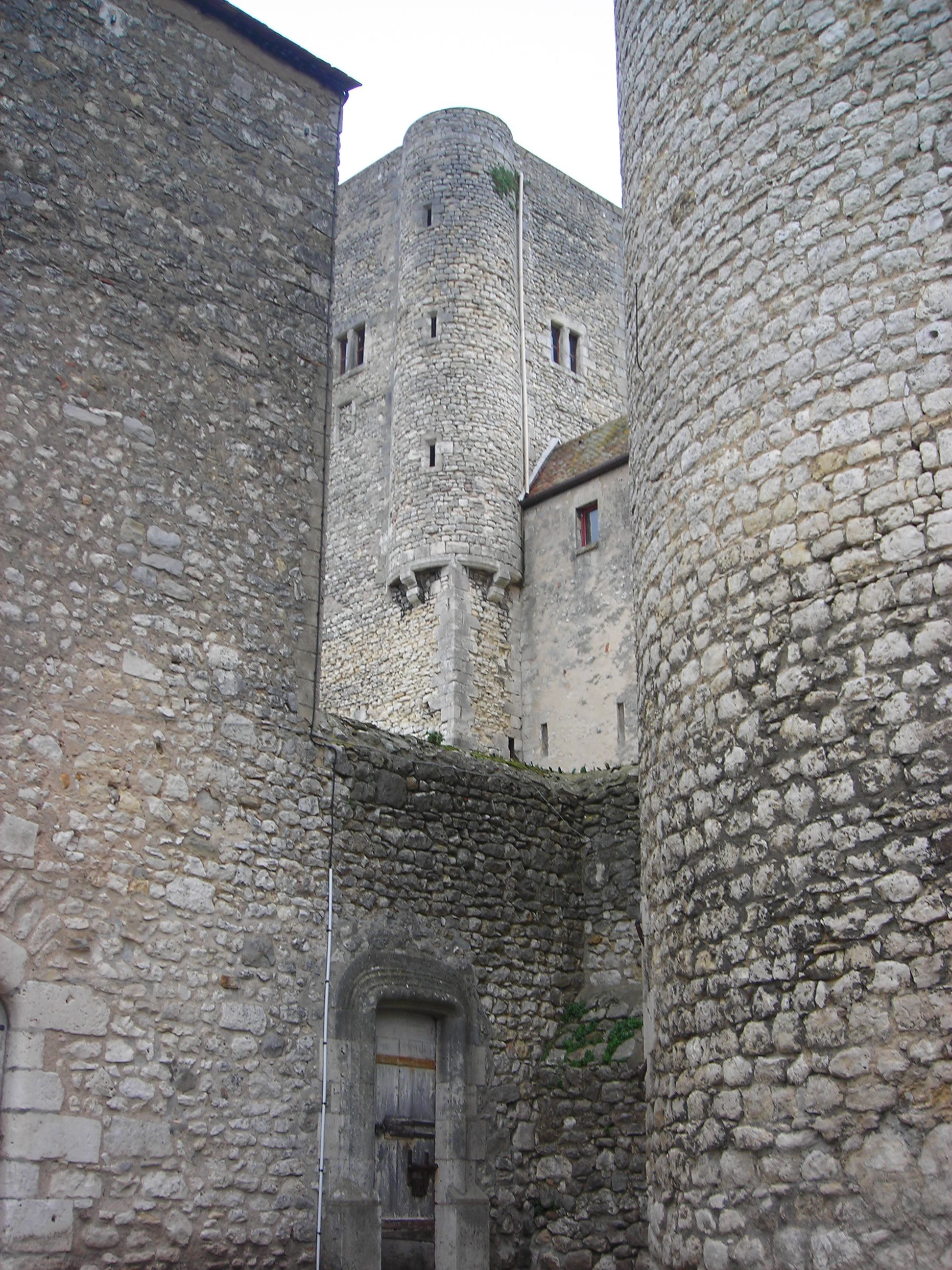
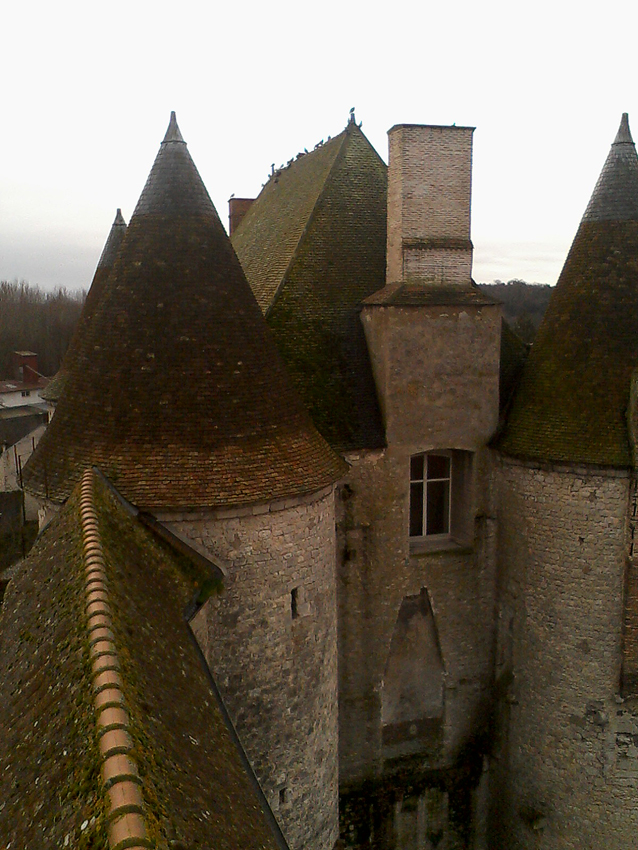
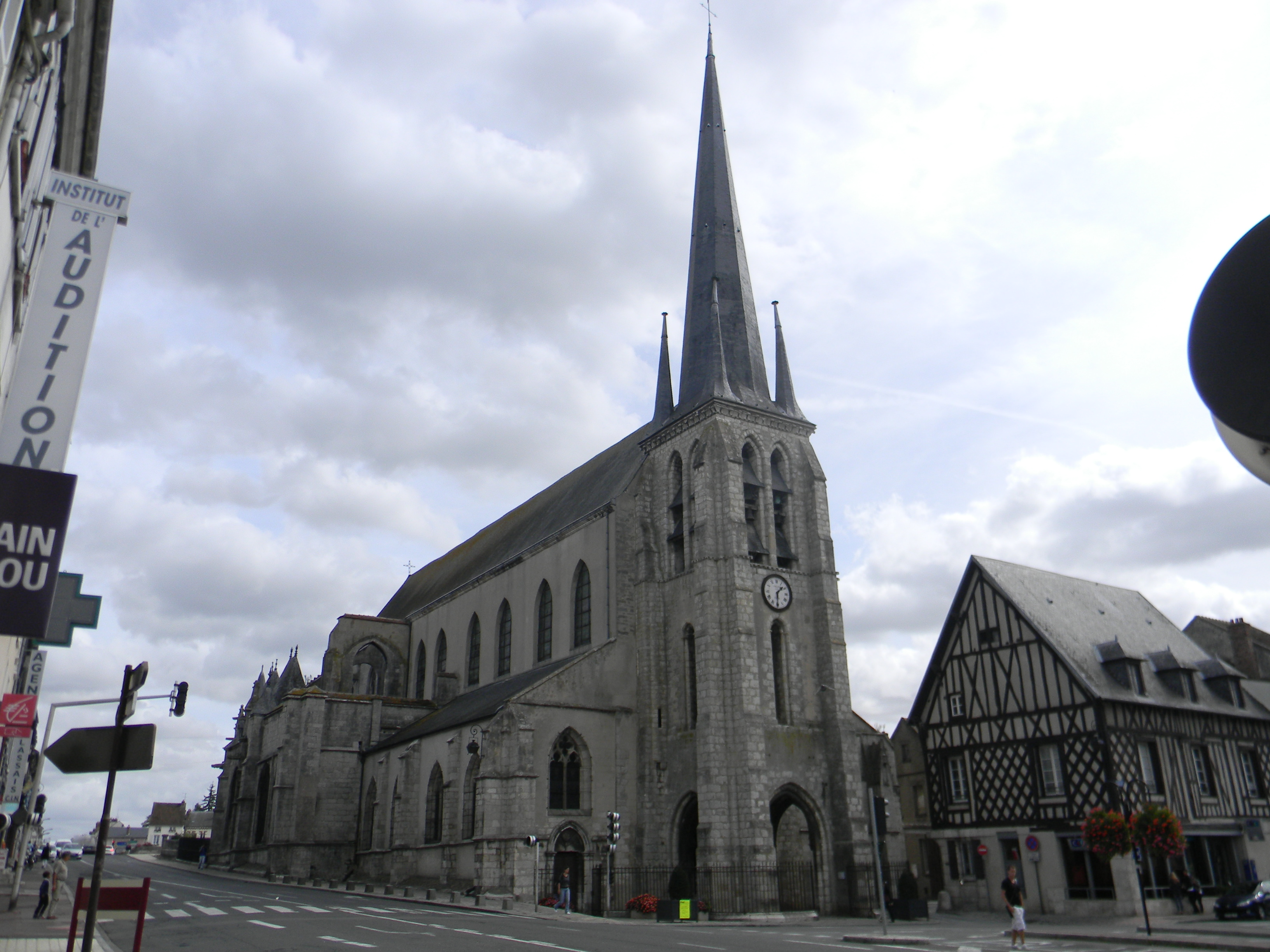
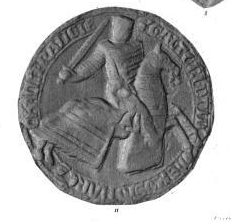
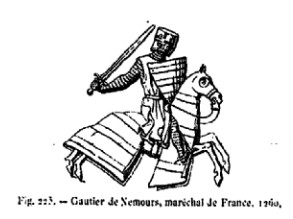
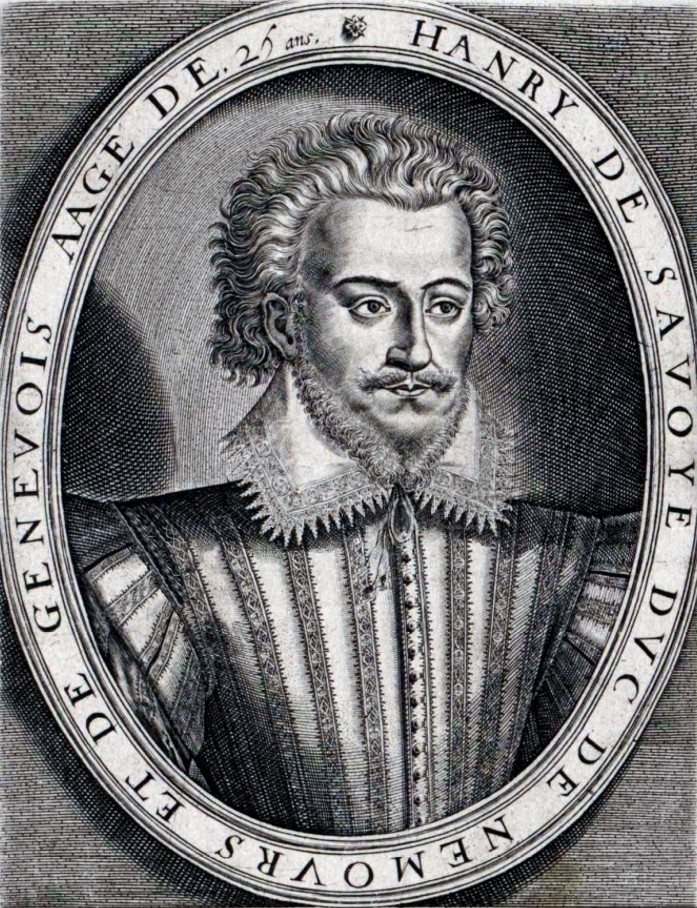
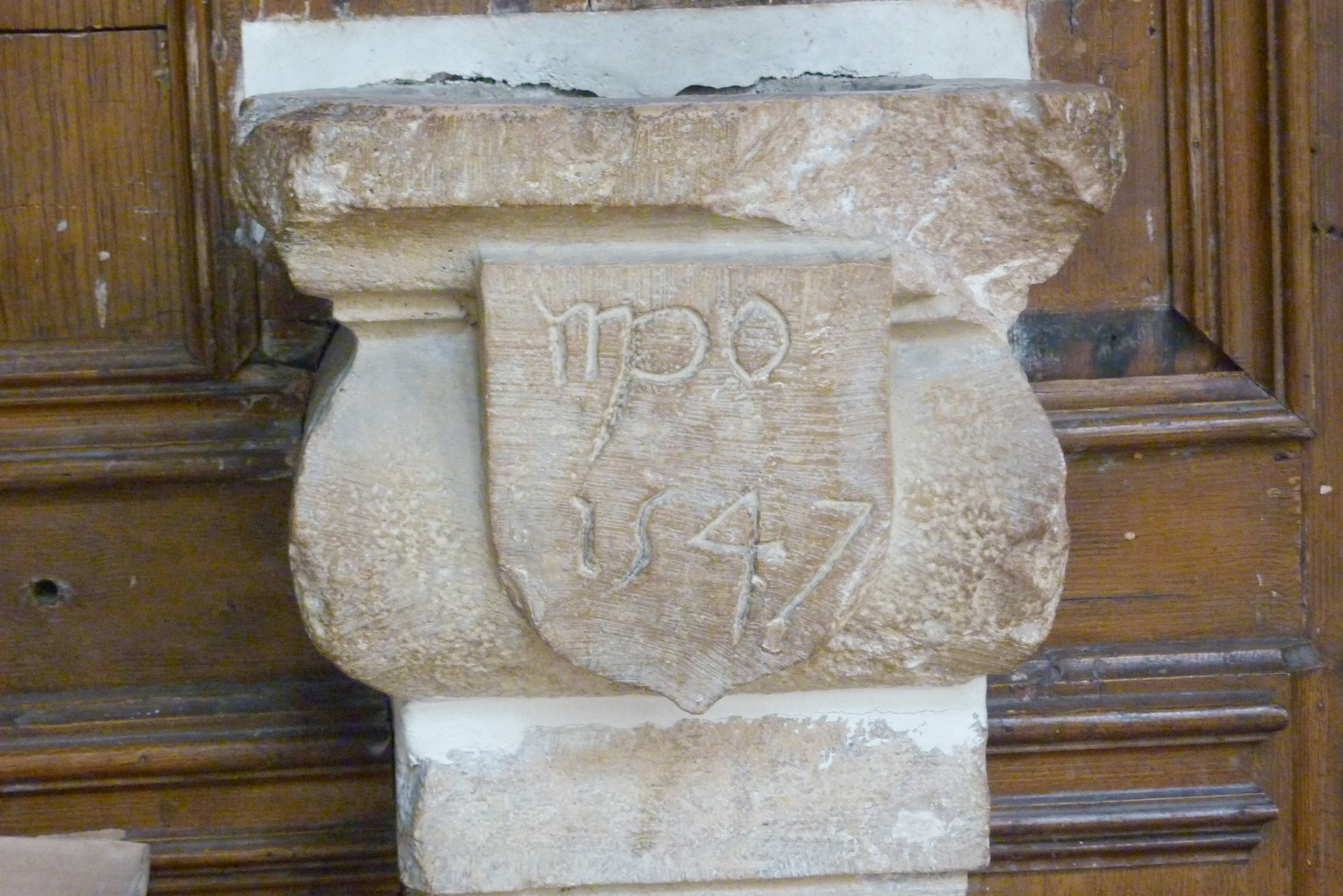

## Società

### Evoluzione demografica
Abitanti censiti

## Amministrazione

### Gemellaggi
- Mühltal
- Cerignola